# Pantalone
Pantalone (in veneto Pantałón) è una maschera veneziana e un personaggio della commedia dell'arte.

## L'origine del personaggio
Pantalone nasce a Venezia intorno alla metà del Cinquecento, rappresenta il tipico mercante vecchio, avaro e lussurioso: il suo stesso nome è quello tipicamente imposto ai maschi delle famiglie agiate della Serenissima. Un simile personaggio era già presente nelle commedie rinascimentali, ma la sua vera origine viene fatta risalire al personaggio del Magnifico che recitava nelle piazze accanto al servo Zanni, con contrasti comici che man mano conquistarono i primi palcoscenici della Commedia all'improvviso o dell'arte.

## La figura

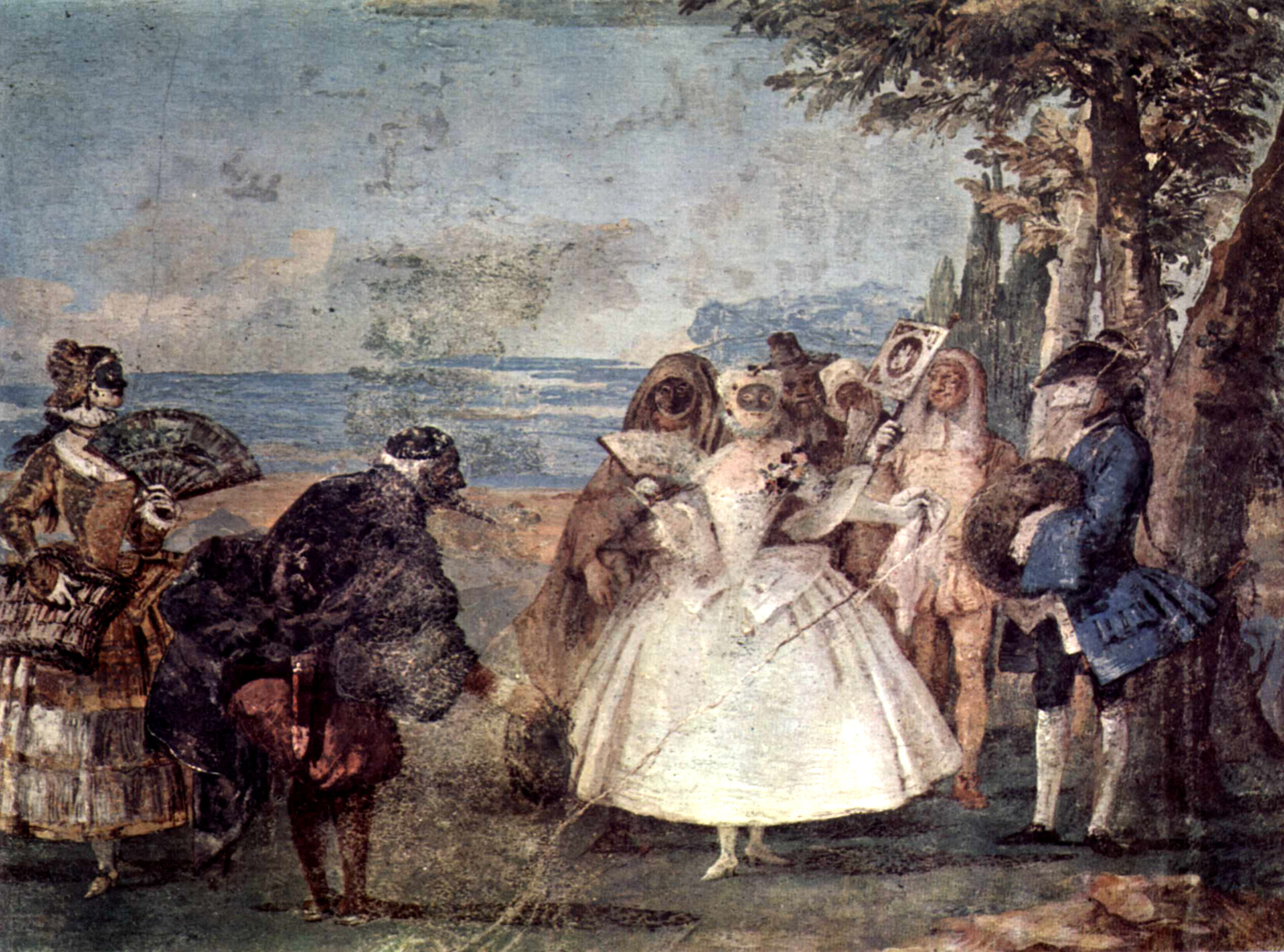
Giandomenico Tiepolo, Maschere del carnevale di Venezia con Pantalone

La figura e la tipologia del personaggio di Pantalone derivano direttamente da quella del mercante veneziano del XVI secolo, una lunga zimarra nera che copre una calzamaglia rossa come si può vedere in numerose raffigurazioni d'insieme dei pittori veneziani rinascimentali come Vittore Carpaccio, Jacopo Bellini e il figlio Giovanni, il Veronese ecc.
Uno dei primi attori della Commedia dell'Arte a vestire i panni del mercante veneziano fu il celebre Giulio Pasquati da Padova, attore che lavorò nella più famosa compagnia comica dell'inizio del Seicento: la compagnia dei Gelosi.
In origine anche Pantalone, come Arlecchino, compariva in scena soltanto con la calzamaglia rossa come si può vedere in una serie di incisioni nella Raccolta Fossard della metà del Cinquecento.
In queste rappresentazioni, Pantalone appare di corporatura robusta e sgraziata, fasciata dalla calzamaglia dei saltimbanchi di piazza, la maschera nera con il naso adunco, la barbetta da capra, una cintura a cui sono appese una borsa di denaro e un piccolo coltello a doppia lama, classico strumento di mercanti e artigiani, chiamato pistolese, da lui usato negli scontri col pavido Capitano e i servi Zanni, Arlecchino e Pulcinella.

## Il carattere
Pantalone inizialmente appare come un vecchiaccio vizioso che insidia le giovani innamorate, le cortigiane, più spesso le servette della commedia.
È una delle maschere più longeve della Commedia dell'Arte. Nasce all'improvviso, con la nascita stessa della commedia, e attraversa quasi indenne tre secoli. Supera anche la riforma della commedia di Goldoni, perdendo però il suo aspetto più comico per conformarsi alla più rassicurante figura del padre burbero, avaro, conservatore dei I rusteghi e del Sior Todero brontolon.
I nomi di Pantalone e Teodoro, secondo alcuni storici del teatro, hanno una derivazione simile, infatti sia a San Pantaleone che a San Teodoro i veneziani tributavano una particolare devozione, San Teodoro era stato il primo patrono della città prima dell'arrivo delle reliquie di San Marco.
Nel passaggio al teatro riformato, Pantalone perse la maschera, ma non il suo carattere e la figura allampanata che con il passare del tempo diventava sempre più curva, come quella di chi sta al banco a contare ducati d'oro.

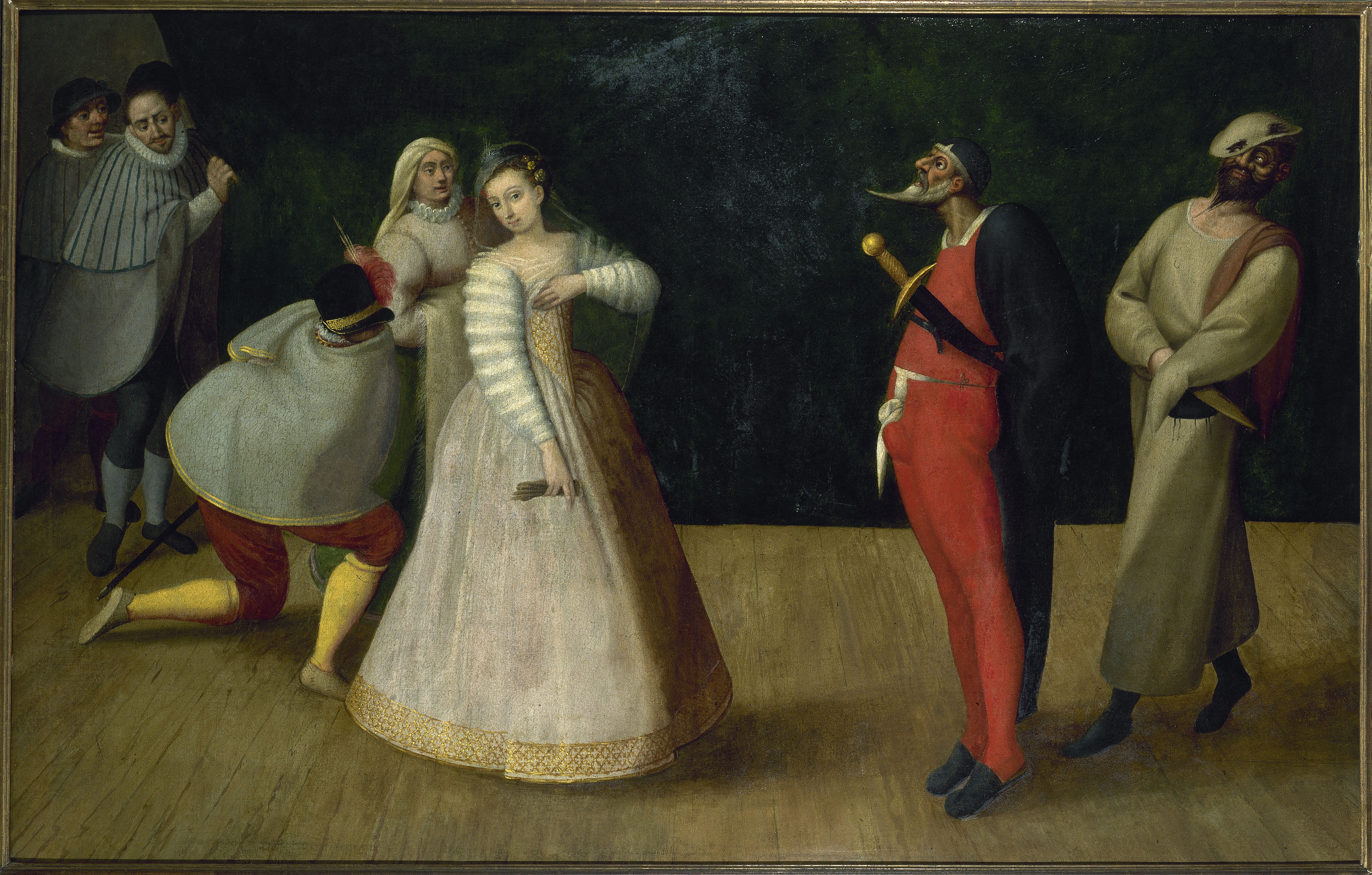
Una compagnia comica (forse i Gelosi) con il Pantalone Giulio Pasquati

## Dalla commedia dell'arte al dramma borghese
Ma prima di arrivare al saggio Pantalone de' Bisognosi (uno dei suoi tanti cognomi) di Goldoni, il personaggio del vecchio avaro metteva più che altro in mostra il suo carattere irascibile e violento come si vede nelle raccolte dei canovacci delle commedie dell'arte del Seicento-Settecento.
Lo stesso tipo di Pantalone raffigurato negli affreschi del castello di Landshut dal Paduano che s'ispirano ad una commedia dell'arte verosimilmente recitata dopo il 1570 alla corte del Duca di Wittelsbach.
Nelle commedie del Seicento Pantalone rappresenta uno dei due "Vecchi" insieme al Dottore, ma al contrario della logorrea pretenziosa di quest'ultimo, Pantalone ha dalla sua il senso pratico del mercante anche se poi ambedue sono i bersagli delle beffe degli Zanni.
Con l'arrivo del dramma borghese Pantalone sparì dalle scene lasciando il posto al ruolo del più realistico "padre di famiglia", perdendo anche la caratteristica del dialetto veneziano che lo aveva accompagnato sin dalla sua comparsa sui palcoscenici italiani e poi europei.

## Famosi Pantaloni
Altri attori che hanno interpretato questo ruolo oltre il citato Giulio Pasquati dei Gelosi furono:
- Vincenzo Botanelli (notizie 1580) della compagnia di Alberto Naselli in arte Zan Ganassa
- Giacomo Braga (not. 1598) degli Uniti
- Giuseppe Albani (not. 1651) che lavorò a Parigi per la compagnia del Duca di Modena
- Pietro Alborghetti (1675 - 4 gennaio 1731) Pantalone della Comédie Italienne
- Antonio Matteuzzi (1717 - 1778) detto il Collalto che debuttò in Francia e lavorò anche con Goldoni III
- Giovan Battista Turri famoso Pantalone della Comédie Italienne
- Cesare D'Arbes della Compagnia Medebach il primo Pantalone di Goldoni che lavorò in seguito anche con Carlo Gozzi.